# Nightcall (programma radiofonico)
Nightcall è stato un programma radiofonico italiano notturno andato in onda dal 17 settembre 2019 al 20 dicembre 2024, sempre in diretta su Radio Deejay, con la conduzione in auto-regia di Chicco Giuliani e la redazione e co-conduzione di Marco Lomonaco. Nella prima stagione (settembre 2019 - giugno 2020) andava in onda dal lunedì al giovedì dall’una alle tre, più il sabato dalle 20 alle 23, mentre nella successiva stagione 2020-2021 dal lunedì al giovedì da mezzanotte alle due. Dal 21 marzo 2021 andava in onda nella stessa fascia oraria, ma estesa dalla domenica al giovedì. Parte della prima stagione del programma fu co-condotta anche da Vittoria Hyde, cantante, dj e speaker, passata poi in organico a Radio M2O, del medesimo gruppo editoriale. I dati di ascolto a gennaio 2022 classificavano Nightcall al quarto posto a livello nazionale, con circa 405.000 ascoltatori, preceduta da Rai Radio 1, RTL 102.5 e Radio Dimensione Suono. La sigla del programma è stata realizzata da Dj Aladyn, mentre la confezione tecnica e sonora da Simone Paleari.
L'ultima puntata di Nightcall è andata in onda nella notte tra il 19 e il 20 dicembre 2024. L'annuncio dell'improvvisa chiusura del programma a metà della sesta stagione, in concomitanza con la tradizionale pausa natalizia, e dell'interruzione della collaborazione tra l'emittente di Via Massena e Chicco Giuliani è stata data soltanto nei minuti finali della puntata e senza un motivo ufficiale.

## Struttura
Il programma trattava argomenti di attualità, talvolta anche in chiave irriverente, con un ampio coinvolgimento telefonico degli ascoltatori (il termine "Nightcall" fu suggerito da Linus, direttore artistico di Radio Deejay). L'ultima mezz'ora di trasmissione, denominata "degli eroi", ad argomento di libera scelta degli ascoltatori, è diventato negli anni un vero e proprio momento cult della radio notturna, con ascoltatori da ogni parte del mondo che raccontavano in diretta una storia molto personale o curiosa. La collocazione oraria consentiva di dissertare spesso su contenuti espliciti a sfondo sessuale, prendendo spunto da notizie pubblicate da fonti giornalistiche ed enti internazionali, con leggerezza e senza mai sfociare in volgarità. La conduzione asciutta e tecnica di Chicco Giuliani e le incursioni dalla "cantina" (spesso come disturbatore fuori campo) di Marco Lomonaco, hanno contribuito negli anni a creare una community di ascoltatori affezionati e fare del programma della notte di Radio Deejay un vero e proprio cult.
Fin dalla prima stagione, la linguista Emanuela Vezzoli, chiamata confidenzialmente "Prof Manu", veniva ospitata nelle puntate della domenica notte, partecipando al programma in qualità di esperta della lingua italiana con la rubrica “Le Parole della Notte”, discutendo l'origine etimologica di vocaboli attuali di uso comune oppure anche desueti e quindi meno diffusi, che si rintracciavano comunque nel dibattito sociale e politico del momento, spesso attingendo dal passato e da spunti di carattere letterario, arricchita da molte citazioni auliche e/o filosofiche.
Come sopra accennato, gli ultimi 30 minuti del programma (quindi dalla 1:30 alle 2) erano dedicati ai cosiddetti "eroi della notte", ascoltatori e ascoltatrici che, per i motivi più disparati, si sentivano in un certo senso degli "eroi", e raccontavano in diretta un fatto o una storia degni di nota.

## Curiosità
Nell'ottobre 2021 Nightcall finì su Dagospia per aver intervistato ascoltatori e ascoltatrici su temi esplicitamente sessuali, riguardanti scambismo e tradimenti . Nell’anno 2023 si svolsero a Milano due raduni con i "Nightcallers", ossia gli ascoltatori più affezionati, il 15 aprile e il 15 dicembre 2023. Un terzo raduno si svolse in Puglia, nei pressi di Ostuni, nell'estate 2024.